# 鳥取県道188号池谷福部停車場線
鳥取県道188号池谷福部停車場線（とっとりけんどう188ごう いけだにふくべていしゃじょうせん）は、鳥取県岩美郡岩美町から鳥取市に至る一般県道である。

## 概要
岩美郡岩美町大字延興寺（えんごうじ）から鳥取市福部町細川（ほそがわ）に至る。

### 路線データ
- 起点：鳥取県岩美郡岩美町大字延興寺（鳥取県道37号岩美八東線交点）
- 終点：鳥取県鳥取市福部町細川（JR西日本山陰本線 福部駅前、鳥取県道212号福部停車場線起点）
- 未開通区間：鳥取県岩美郡岩美町大字延興寺 - 鳥取県鳥取市福部町左近（さこ）

## 路線状況

### 重複区間
- 鳥取県道212号福部停車場線（鳥取市福部町細川）

### 道路施設

#### 橋梁
- 塩見橋（塩見川、鳥取市）

## 地理

### 通過する自治体
- 鳥取県
  - 岩美郡岩美町 - 鳥取市

### 交差する道路
| 交差する道路                           | 市町村名 | 市町村名 | 交差する場所             | 交差する場所 |
| -------------------------------------- | -------- | -------- | ------------------------ | ------------ |
| 鳥取県道37号岩美八東線                 | 岩美郡   | 岩美町   | 大字延興寺（えんごうじ） | 起点         |
| 未開通区間                             |          |          |                          |              |
| 鳥取県道212号福部停車場線 重複区間起点 | 鳥取市   | 鳥取市   | 福部町細川（ほそがわ）   |              |
| 鳥取県道212号福部停車場線 重複区間終点 | 鳥取市   | 鳥取市   | 福部町細川               | 終点         |

### 交差する鉄道
- 山陰本線

### 沿線
- JR西日本山陰本線 福部駅